# Wyniki wyborów parlamentarnych w Polsce
Wyniki wyborów parlamentarnych w Polsce – zestawienie wyników wyborów do Sejmu i Senatu w Polsce od czasu pierwszych wyborów w 1919 roku poprzez wybory w okresie PRL (tylko do Sejmu) do ostatnich wyborów do Sejmu i Senatu w okresie III Rzeczypospolitej.

## II Rzeczpospolita

### Wyniki wyborów w styczniu 1919
|  | Komitet Wyborczy                                     | głosów (w tys.) | %    |
|  | ---------------------------------------------------- | --------------- | ---- |
|  | Narodowy Komitet Wyborczy Stronnictw Demokratycznych | 1770            | 37,0 |
|  | Polskie Stronnictwo Ludowe „Wyzwolenie”              | 810             | 17,0 |
|  | PPS i Polska Partia Socjalno-Demokratyczna           | 600             | 12,5 |
|  | Polskie Stronnictwo Ludowe Piast                     | 410             | 8,5  |
|  | Polskie Stronnictwo Ludowe – Lewica                  | 190             | 4,0  |
|  | Polskie Zjednoczenie Ludowe                          | 160             | 3,3  |
|  | Stronnictwo Katolicko-Ludowe                         | 85              | 1,8  |
|  | Narodowy Związek Robotniczy                          | 85              | 1,8  |
|  | Żydowskie stronnictwa mieszczańskie                  | 430             | 9,0  |
|  | Żydowskie stronnictwa socjalistyczne                 | 50              | 1,0  |
|  | Grupy niemieckie i ewangelickie                      | 70              | 1,5  |
|  | Grupy inteligencko-radyklane                         | 20              | 0,5  |

### Wyniki wyborów w czerwcu 1919 w Poznańskiem
|  | Komitet Wyborczy                   | głosów (w tys.) | %    |
|  | ---------------------------------- | --------------- | ---- |
|  | Zjednoczenie Stronnictw Narodowych | 421             | 97,0 |
|  | PPS                                | 10              | 2,4  |

### Wyniki wyborów w 1922
|  | Komitet wyborczy                        | Mandaty w Sejmie | Mandaty w Senacie |
|  | --------------------------------------- | ---------------- | ----------------- |
|  | Związek Ludowo-Narodowy                 | 98               | 29                |
|  | Blok Mniejszości Narodowych             | 87               | 25                |
|  | Polskie Stronnictwo Ludowe Piast        | 70               | 17                |
|  | Polskie Stronnictwo Ludowe „Wyzwolenie” | 48               | 8                 |
|  | Chrześcijańska Demokracja               | 43               | 7                 |
|  | Polska Partia Socjalistyczna            | 41               | 7                 |
|  | Stronnictwo Chrześcijańsko-Narodowe     | 28               | 11                |
|  | Narodowa Partia Robotnicza              | 18               | 3                 |
|  | Chłopskie Stronnictwo Radykalne         | 4                | 0                 |
|  | Pozostali                               | 5                | 4                 |
|  | Suma                                    | 444              | 111               |

### Wyniki wyborów w 1928
| Numer listy         | Lista                                                                | Liczba głosów | % głosów | Mandaty w okręgach | Mandaty z listy państwowej |
| ------------------- | -------------------------------------------------------------------- | ------------- | -------- | ------------------ | -------------------------- |
| Lista nr 1          | Bezpartyjny Blok Współpracy z Rządem                                 | 2 399 032     | 21,0%    | 102                | 23                         |
| Lista nr 2          | Polska Partia Socjalistyczna                                         | 1 481 279     | 13,0%    | 52                 | 12                         |
| Lista nr 3          | PSL „Wyzwolenie”                                                     | 834 448       | 7,3%     | 33                 | 7                          |
| Lista nr 7          | Narodowa Partia Robotnicza                                           | 228 088       | 2,0%     | 12                 | 2                          |
| Lista nr 8          | Robotnicze Socjalistyczne Zjednoczenie (Sel-Rob)                     | 179 536       | 1,6%     | 4                  | 0                          |
| Lista nr 10         | Stronnictwo Chłopskie                                                | 618 503       | 5,1%     | 22                 | 4                          |
| Lista nr 13         | Jedność Robotniczo-Chłopska                                          | 217 298       | 1,9%     | 7                  | 0                          |
| Lista nr 14         | Związek Chłopski                                                     | 135 276       | 1,2%     | 3                  | 0                          |
| Lista nr 17         | Zjednoczenie Narodowe Żydowskie w Małopolsce                         | 240 780       | 2,1%     | 6                  | 0                          |
| Lista nr 18         | Blok Mniejszości Narodowych w Polsce                                 | 1 438 725     | 12,6%    | 45                 | 10                         |
| Lista nr 19         | Sel-Rob-Lewica                                                       | 143 475       | 1,2%     | 3                  | 0                          |
| Lista nr 20         | „Ruska”                                                              | 133 196       | 1,2%     | 1                  | 0                          |
| Lista nr 21         | Narodowo-Państwowy Blok Pracy                                        | 146 946       | 1,3%     | 5                  | 0                          |
| Lista nr 22         | Blok Ukraińskich Socjalistycznych i Włościańsko-Robotniczych partii  | 268 677       | 2,4%     | 2                  | 0                          |
| Lista nr 24         | Blok Katolicko-Narodowy                                              | 925 744       | 8,1%     | 30                 | 7                          |
| Lista nr 25         | Polski Blok Katolicki PSL „Piast” i Chrześcijańskiej Demokracji      | 770 891       | 6,7%     | 28                 | 5                          |
| Lista nr 26         | Ukraińska Partia Pracy                                               | 44 919        | 0,4%     | 1                  | 0                          |
| Lista nr 30         | Katolicka Unia Ziem Zachodnich                                       | 193 323       | 1,5%     | 3                  | 0                          |
| Lista lokalna nr 36 | Zjednoczona Lewica Chłopska „Samopomoc” (Lublin)                     | 18 122        |          | 1                  | 0                          |
| Lista lokalna nr 37 | Zjednoczenie Robotnicze (komuniści) Łódź                             | 49 230        |          | 2                  | 0                          |
| Lista lokalna nr 38 | Polski Blok Katolicki (grupa Korfantego) (Śląsk)                     | 109 606       |          | 3                  | 0                          |
| Lista lokalna nr 39 | „Obóz Rolników” (Białystok)                                          | 19 607        |          | 1                  | 0                          |
| Lista lokalna nr 39 | „Zmagań za interesy Robotników i Włościan” (białoruska) (Nowogródek) | 71 706        |          | 2                  | 0                          |
| Lista lokalna nr 41 | „Białoruscy Włościanie i Rolnicy” (Lida)                             | 35 076        |          | 3                  | 0                          |

### Wyniki wyborów w 1930 (wybory brzeskie)
| Partia/Koalicja                         | Sejm    | Sejm  | Senat                     | Senat |
| Partia/Koalicja                         | Mandaty | %     | Mandaty                   | %     |
| --------------------------------------- | ------- | ----- | ------------------------- | ----- |
| Bezpartyjny Blok Współpracy z Rządem    | 247     | 55,6% | 76                        | –     |
| Stronnictwo Narodowe                    | 64      | –     | 12                        | –     |
| Chrześcijańska Demokracja               | 14      | 9%    | 2                         | –     |
| Centrolew (koalicja 5 partii poniżej)   | –       | –     | 14                        | –     |
| Polskie Stronnictwo Ludowe Piast        | 15      | –     | 14 jako sojusz Centrolewu | –     |
| Narodowa Partia Robotnicza              | 10      | 9%    | 14 jako sojusz Centrolewu | –     |
| Stronnictwo Chłopskie                   | 17      | –     | 14 jako sojusz Centrolewu | –     |
| Polskie Stronnictwo Ludowe „Wyzwolenie” | 14      | –     | 14 jako sojusz Centrolewu | –     |
| Polska Partia Socjalistyczna            | 24      | –     | 14 jako sojusz Centrolewu | –     |
| Polska Partia Socjalistyczna-Lewica     | 1       | –     | –                         | –     |
| Komunistyczna Partia Polski             | 5       | 1%    | –                         | 1%    |
| Blok Ukraińsko-Białoruski               | 21      | –     | 4                         | –     |
| Blok Mniejszości Narodowych             | 33      | 7%    | 3                         | 7%    |

### Wyniki wyborów w 1935
|  | Komitet Wyborczy                     | mandaty w sejmie | mandaty w senacie |
|  | ------------------------------------ | ---------------- | ----------------- |
|  | Bezpartyjny Blok Współpracy z Rządem | 153              | 60                |
|  | Mniejszości Narodowe                 | 55               | 4                 |

### Wyniki wyborów w 1938
|  | Komitet Wyborczy | mandaty w sejmie | mandaty w senacie |
|  | ---------------- | ---------------- | ----------------- |
|  | OZON             | 161              | 64                |
|  | Bezpartyjni      | 47               | 0                 |

## PRL

### Wyniki wyborów z 1947
|  | Komitet Wyborczy                             | Mandaty | % głosów |
|  | Blok Demokratyczny (PPR, PPS, SD, SL)        | 394     | 80,1%    |
|  | Polskie Stronnictwo Ludowe                   | 28      | 10,3%    |
|  | Stronnictwo Pracy                            | 12      | 4,7%     |
|  | Polskie Stronnictwo Ludowe „Nowe Wyzwolenie” | 7       | 3,5%     |
|  | Bezpartyjni                                  | 3       | 1,4%     |

### Wyniki wyborów z 1952
|  | Komitet Wyborczy                     | Mandaty |
|  | Polska Zjednoczona Partia Robotnicza | 273     |
|  | Zjednoczone Stronnictwo Ludowe       | 90      |
|  | Stronnictwo Demokratyczne            | 25      |
|  | Bezpartyjni                          | 37      |

### Wyniki wyborów z 1957
|  | Komitet Wyborczy                     | Mandaty | % mandatów |
|  | Polska Zjednoczona Partia Robotnicza | 237     | 52%        |
|  | Zjednoczone Stronnictwo Ludowe       | 119     | 26%        |
|  | Bezpartyjni                          | 63      | 14%        |
|  | Stronnictwo Demokratyczne            | 39      | 8%         |

### Wyniki wyborów z 1961
|  | Komitet Wyborczy                     | Mandaty | % mandatów |
|  | Polska Zjednoczona Partia Robotnicza | 255     | 55,5%      |
|  | Zjednoczone Stronnictwo Ludowe       | 117     | 25,4%      |
|  | Bezpartyjni                          | 49      | 11,1%      |
|  | Stronnictwo Demokratyczne            | 39      | 8%         |

### Wyniki wyborów z 1965
|  | Komitet Wyborczy                     | Mandaty | % mandatów |
|  | Polska Zjednoczona Partia Robotnicza | 255     | 55,5%      |
|  | Zjednoczone Stronnictwo Ludowe       | 117     | 25,4%      |
|  | Bezpartyjni                          | 49      | 11,1%      |
|  | Stronnictwo Demokratyczne            | 39      | 8%         |

### Wyniki wyborów z 1969
|  | Komitet Wyborczy                     | Mandaty | % mandatów |
|  | Polska Zjednoczona Partia Robotnicza | 255     | 55,5%      |
|  | Zjednoczone Stronnictwo Ludowe       | 117     | 25,4%      |
|  | Bezpartyjni                          | 49      | 11,1%      |
|  | Stronnictwo Demokratyczne            | 39      | 8%         |

### Wyniki wyborów z 1972
|  | Komitet Wyborczy                     | Mandaty | % mandatów |
|  | Polska Zjednoczona Partia Robotnicza | 255     | 55,5%      |
|  | Zjednoczone Stronnictwo Ludowe       | 117     | 25,4%      |
|  | Bezpartyjni                          | 49      | 11,1%      |
|  | Stronnictwo Demokratyczne            | 39      | 8%         |

### Wyniki wyborów z 1976
|  | Komitet Wyborczy                     | Mandaty | % mandatów |
|  | Polska Zjednoczona Partia Robotnicza | 255     | 55,5%      |
|  | Zjednoczone Stronnictwo Ludowe       | 117     | 25,4%      |
|  | Bezpartyjni                          | 49      | 11,1%      |
|  | Stronnictwo Demokratyczne            | 39      | 8%         |

### Wyniki wyborów z 1980
|  | Komitet Wyborczy                     | Mandaty | % mandatów |
|  | Polska Zjednoczona Partia Robotnicza | 255     | 55,5%      |
|  | Zjednoczone Stronnictwo Ludowe       | 117     | 25,4%      |
|  | Bezpartyjni                          | 49      | 11,1%      |
|  | Stronnictwo Demokratyczne            | 39      | 8%         |

### Wyniki wyborów z 1985
|  | Komitet Wyborczy                     | Mandaty | % mandatów |
|  | Polska Zjednoczona Partia Robotnicza | 255     | 55,5%      |
|  | Zjednoczone Stronnictwo Ludowe       | 117     | 25,4%      |
|  | Bezpartyjni                          | 49      | 11,1%      |
|  | Stronnictwo Demokratyczne            | 39      | 8%         |

### Wyniki wyborów z 1989
| Lista wyborcza                       | Posłowie | Senatorowie |
| ------------------------------------ | -------- | ----------- |
| Polska Zjednoczona Partia Robotnicza | 173      | 0           |
| Komitet Obywatelski „Solidarność”    | 161      | 99          |
| Zjednoczone Stronnictwo Ludowe       | 76       | 0           |
| Stronnictwo Demokratyczne            | 27       | 0           |
| Stowarzyszenie „Pax”                 | 10       | 0           |
| Unia Chrześcijańsko-Społeczna        | 8        | 0           |
| Polski Związek Katolicko-Społeczny   | 5        | 0           |
| Niezależni                           | 0        | 1           |
| Razem                                | 460      | 100         |

## III Rzeczpospolita

### Wyniki wyborów do sejmu z 1991
|  | Komitet Wyborczy                                           | Głosy      | % głosów | Mandaty | % mandatów |
|  | ---------------------------------------------------------- | ---------- | -------- | ------- | ---------- |
|  | Unia Demokratyczna                                         | 1 382 051  | 12,32%   | 62      | 13,5%      |
|  | Sojusz Lewicy Demokratycznej                               | 1 344 820  | 11,99%   | 60      | 13,0%      |
|  | Wyborcza Akcja Katolicka                                   | 980 304    | 8,74%    | 49      | 10,7%      |
|  | Porozumienie Obywatelskie Centrum                          | 977 344    | 8,71%    | 44      | 9,6%       |
|  | Polskie Stronnictwo Ludowe – Sojusz Programowy             | 972 952    | 8,67%    | 48      | 10,4%      |
|  | Konfederacja Polski Niepodległej                           | 841 738    | 7,50%    | 46      | 10,0%      |
|  | Kongres Liberalno-Demokratyczny                            | 839 978    | 7,49%    | 37      | 8,0%       |
|  | „Porozumienie Ludowe”                                      | 613 626    | 5,47%    | 28      | 6,1%       |
|  | NSZZ „Solidarność”                                         | 566 553    | 5,05%    | 27      | 5,9%       |
|  | Polska Partia Przyjaciół Piwa                              | 367 106    | 3,27%    | 16      | 3,5%       |
|  | Chrześcijańska Demokracja                                  | 265 179    | 2,36%    | 5       | 1,1%       |
|  | Unia Polityki Realnej                                      | 253 024    | 2,26%    | 3       | 0,7%       |
|  | „Solidarność Pracy”                                        | 230 975    | 2,06%    | 4       | 0,9%       |
|  | Stronnictwo Demokratyczne                                  | 159 017    | 1,42%    | 1       | 0,2%       |
|  | Mniejszość Niemiecka                                       | 132 059    | 1,18%    | 7       | 1,5%       |
|  | Partia Chrześcijańskich Demokratów                         | 125 314    | 1,12%    | 4       | 0,9%       |
|  | Partia „X”                                                 | 52 735     | 0,47%    | 3       | 0,7%       |
|  | Ruch Demokratyczno-Społeczny                               | 51 656     | 0,46%    | 1       | 0,2%       |
|  | Ludowe Porozumienie Wyborcze „Piast” (Tarnów)              | 42 031     | 0,37%    | 1       | 0,2%       |
|  | Ruch Autonomii Śląska                                      | 40 061     | 0,36%    | 2       | 0,4%       |
|  | Krakowska Koalicja Solidarni z Prezydentem (Kraków)        | 27 586     | 0,25%    | 1       | 0,2%       |
|  | Związek Podhalan (Nowy Sącz)                               | 26 744     | 0,24%    | 1       | 0,2%       |
|  | Polski Związek Zachodni                                    | 26 053     | 0,23%    | 4       | 0,9%       |
|  | „Wielkopolsce i Polsce” (Poznań)                           | 23 188     | 0,21%    | 1       | 0,2%       |
|  | „Jedność Ludowa” (Bydgoszcz)                               | 18 902     | 0,17%    | 1       | 0,2%       |
|  | Komitet Wyborczy Prawosławnych (Białystok)                 | 13 788     | 0,12%    | 1       | 0,2%       |
|  | „Solidarność-80” (Szczecin)                                | 12 769     | 0,11%    | 1       | 0,2%       |
|  | Unia Wielkopolan okręgu woj. leszczyńskiego (Zielona Góra) | 9019       | 0,08%    | 1       | 0,2%       |
|  | Sojusz Kobiet przeciw Trudnościom Życia (Kraków)           | 1922       | 0,02%    | 1       | 0,2%       |
|  | Pozostałe komitety                                         | 820 108    | 7,30%    | 0       | 0%         |
|  | Suma oddanych głosów                                       | 11 218 602 | 100.00%  | 460     | 100.00%    |

### Wyniki wyborów do senatu z 1991
|  | Komitet Wyborczy                               | Mandaty |
|  | ---------------------------------------------- | ------- |
|  | Unia Demokratyczna                             | 21      |
|  | NSZZ „Solidarność”                             | 11      |
|  | Wyborcza Akcja Katolicka                       | 9       |
|  | Porozumienie Obywatelskie Centrum              | 9       |
|  | Polskie Stronnictwo Ludowe – Sojusz Programowy | 7       |
|  | Kongres Liberalno-Demokratyczny                | 6       |
|  | Porozumienie Ludowe                            | 5       |
|  | Sojusz Lewicy Demokratycznej                   | 4       |
|  | Konfederacja Polski Niepodległej               | 4       |
|  | Partia Chrześcijańskich Demokratów             | 3       |
|  | Pozostałe komitety                             | 21      |

### Wyniki wyborów do sejmu z 1993
|  | Komitet Wyborczy                                                                                | Głosy     | % głosów | Mandaty | % mandatów |
|  | ----------------------------------------------------------------------------------------------- | --------- | -------- | ------- | ---------- |
|  | Sojusz Lewicy Demokratycznej                                                                    | 2 815 169 | 20,41%   | 171     | 37,2%      |
|  | Polskie Stronnictwo Ludowe                                                                      | 2 124 367 | 15,40%   | 132     | 28,7%      |
|  | Unia Demokratyczna                                                                              | 1 460 957 | 10,59%   | 74      | 16,1%      |
|  | Unia Pracy                                                                                      | 1 005 004 | 7,28%    | 41      | 8,9%       |
|  | Ojczyzna                                                                                        | 878 445   | 6,37%    | –       | –          |
|  | Konfederacja Polski Niepodległej                                                                | 795 487   | 5,77%    | 22      | 4,8%       |
|  | Bezpartyjny Blok Wspierania Reform                                                              | 746 653   | 5,41%    | 16      | 3,5%       |
|  | Niezależny Samorządny Związek Zawodowy Solidarność                                              | 676 334   | 4,90%    | –       | –          |
|  | Porozumienie Centrum                                                                            | 609 973   | 4,42%    | –       | –          |
|  | Kongres Liberalno-Demokratyczny                                                                 | 550 578   | 3,99%    | –       | –          |
|  | Unia Polityki Realnej                                                                           | 438 559   | 3,18%    | –       | –          |
|  | Samoobrona – Leppera                                                                            | 383 967   | 2,78%    | –       | –          |
|  | Partia X                                                                                        | 377 480   | 2,74%    | –       | –          |
|  | Koalicja dla Rzeczypospolitej                                                                   | 371 923   | 2,70%    | –       | –          |
|  | Polskie Stronnictwo Ludowe – Porozumienie Ludowe                                                | 327 085   | 2,37%    | –       | –          |
|  | Towarzystwo Społeczno-Kulturalne Mniejszości Niemieckiej na Śląsku Opolskim                     | 60 770    | 0,44%    | 3       | 0,7%       |
|  | Ruch Autonomii Śląska                                                                           | 26 357    | 0,19%    | –       | –          |
|  | Towarzystwo Społeczno-Kulturalne Niemców Województwa Katowickiego                               | 23 396    | 0,17%    | 1       | 0,2%       |
|  | Naczelna Organizacja Techniczna Federacja Stowarzyszeń Naukowo-Technicznych                     | 22 717    | 0,16%    | –       | –          |
|  | Ojczyzna – Lista Polska                                                                         | 15 958    | 0,12%    | –       | –          |
|  | Polska Wspólnota Narodowa Polskie Stronnictwo Narodowe                                          | 14 989    | 0,11%    | –       | –          |
|  | Polska Partia Przyjaciół Piwa                                                                   | 14 382    | 0,10%    | –       | –          |
|  | Niemiecka Wspólnota Robotnicza Pojednanie i Przyszłość                                          | 13 776    | 0,10%    | –       | –          |
|  | Związek Białoruski w Rzeczypospolitej Polskiej                                                  | 10 164    | 0,07%    | –       | –          |
|  | Towarzystwo Społeczno-Kulturalne Ludności Pochodzenia Niemieckiego Województwa Częstochowskiego | 10 068    | 0,07%    | –       | –          |
|  | Otwarta Kampania Niezależnych - Poza Układem                                                    | 6918      | 0,05%    | –       | –          |
|  | Polska Unia Pracujących                                                                         | 6789      | 0,05%    | –       | –          |
|  | Olsztyńskie Stowarzyszenie Mniejszości Niemieckiej                                              | 2444      | 0,02%    | –       | –          |
|  | Rzemieślnicza Partia Polski                                                                     | 2251      | 0,02%    | –       | –          |
|  | Wyborcza Akcja Bezrobotnych                                                                     | 900       | –        | –       | –          |
|  | Polska Partia Odnowy Kraju                                                                      | 663       | –        | –       | –          |
|  | Polski Front Narodowy                                                                           | 565       | –        | –       | –          |
|  | Narodowe Towarzystwo Oświatowe w Piotrkowie Trybunalskim                                        | 463       | –        | –       | –          |
|  | Spółdzielczy Dom                                                                                | 418       | –        | –       | –          |
|  | Polski Front Patriotyczny                                                                       | 258       | –        | –       | –          |

### Wyniki wyborów do senatu z 1993
|  | Komitet Wyborczy                                                             | Mandaty |
|  | ---------------------------------------------------------------------------- | ------- |
|  | Sojusz Lewicy Demokratycznej                                                 | 37      |
|  | Polskie Stronnictwo Ludowe                                                   | 36      |
|  | Niezależny Samorządny Związek Zawodowy Solidarność                           | 9       |
|  | Unia Demokratyczna                                                           | 4       |
|  | Bezpartyjny Blok Wspierania Reform                                           | 2       |
|  | Unia Pracy                                                                   | 2       |
|  | Klub Inteligencji Katolickiej w Białymstoku                                  | 1       |
|  | Kongres Liberalno-Demokratyczny                                              | 1       |
|  | Niezależny Samorządny Związek Zawodowy Rolników Indywidualnych „Solidarność” | 1       |
|  | Porozumienie Ludowe                                                          | 1       |
|  | Towarzystwo Społeczno-Kulturalne Mniejszości Niemieckiej na Śląsku Opolskim  | 1       |
|  | Zjednoczenie Polskie                                                         | 1       |
|  | kandydaci indywidualni                                                       | 4       |

### Wyniki wyborów do sejmu z 1997
|  | Komitet Wyborczy                                                    | Głosy     | % głosów | Mandaty | % mandatów |
|  | ------------------------------------------------------------------- | --------- | -------- | ------- | ---------- |
|  | Akcja Wyborcza Solidarność                                          | 4 427 373 | 33,83%   | 201     | 43,7%      |
|  | Sojusz Lewicy Demokratycznej                                        | 3 551 224 | 27,13%   | 164     | 35,7%      |
|  | Unia Wolności                                                       | 1 749 518 | 13,37%   | 60      | 13,0%      |
|  | Polskie Stronnictwo Ludowe                                          | 956 184   | 7,31%    | 27      | 5,9%       |
|  | Ruch Odbudowy Polski                                                | 727 072   | 5,56%    | 6       | 1,3%       |
|  | Unia Pracy                                                          | 620 611   | 4,74%    | –       | –          |
|  | Krajowa Partia Emerytów i Rencistów                                 | 284 826   | 2,18%    | –       | –          |
|  | Unia Prawicy Rzeczypospolitej                                       | 266 317   | 2,03%    | –       | –          |
|  | Krajowe Porozumienie Emerytów i Rencistów Rzeczypospolitej Polskiej | 212 826   | 1,63%    | –       | –          |
|  | Blok dla Polski                                                     | 178 395   | 1,36%    | –       | –          |

### Wyniki wyborów do senatu z 1997
|  | Komitet Wyborczy             | Mandaty |
|  | ---------------------------- | ------- |
|  | Akcja Wyborcza Solidarność   | 51      |
|  | Sojusz Lewicy Demokratycznej | 28      |
|  | Unia Wolności                | 8       |
|  | Ruch Odbudowy Polski         | 5       |
|  | Polskie Stronnictwo Ludowe   | 3       |
|  | Kandydaci niezależni         | 5       |

### Wyniki wyborów do sejmu z 2001[5]
|  | Komitet Wyborczy                                                | Głosy      | % głosów   | % głosów (zmiana) | Mandaty | Mandaty (zmiana) | % mandatów |
|  | --------------------------------------------------------------- | ---------- | ---------- | ----------------- | ------- | ---------------- | ---------- |
|  | Sojusz Lewicy Demokratycznej-Unia Pracy                         | 5 342 519  | 41,04%     | + 9,17%           | 216     | + 52             | 47,0%      |
|  | KWW Platforma Obywatelska                                       | 1 651 099  | 12,68%     | + 12,68%          | 65      | +65              | 14,1%      |
|  | Samoobrona Rzeczpospolitej Polskiej                             | 1 327 624  | 10,20%     | 10,20%            | 53      | + 53             | 11,5%      |
|  | Prawo i Sprawiedliwość                                          | 1 236 787  | 9,50%      | + 9,50%           | 44      | + 44             | 9,6%       |
|  | Polskie Stronnictwo Ludowe                                      | 1 168 659  | 8,98%      | + 1,67%           | 42      | +15              | 9,1%       |
|  | Liga Polskich Rodzin                                            | 1 025 148  | 7,87%      | + 7,87%           | 38      | + 38             | 8,3%       |
|  | Akcja Wyborcza Solidarność Prawicy*                             | 729 207    | 5.60%      | – 28,23%          | –       | – 201            | –          |
|  | Unia Wolności                                                   | 404 074    | 3.10%      | – 10,27%          | –       | – 60             | –          |
|  | Alternatywa Ruch Społeczny                                      | 54 266     | 0,42%      | + 0,42%           | –       |                  | –          |
|  | Komitet Wyborczy Wyborców „Mniejszość Niemiecka”                | 47 230     | 0,36%      |                   | 2       | 0                | 0,4%       |
|  | Komitet Wyborczy Polskiej Partii Socjalistycznej                | 13 459     | 0,10%      |                   | –       |                  | –          |
|  | Komitet Wyborczy Polskiej Unii Gospodarczej                     | 7189       | 0,06%      |                   | –       |                  | –          |
|  | Komitet Wyborczy Wyborców „Niemiecka Mniejszość Górnego Śląska” | 8024       | 0,06%      |                   | –       |                  | –          |
|  | Komitet Wyborczy Polskiej Wspólnoty Narodowej                   | 2644       | 0,02%      |                   | -       |                  | -          |
|  | Razem                                                           | 13 591 681 | 13 591 681 |                   | 460     |                  | 100%       |
|  | Frekwencja                                                      | 46,29%     | 46,29%     | 46,29%            | 46,29%  | 46,29%           | 46,29%     |

### Wyniki wyborów do senatu z 2001[6]
|  | Komitet Wyborczy                        | Mandaty    | Mandaty (zmiana) |            |            |            |            |
|  | Sojusz Lewicy Demokratycznej-Unia Pracy | 75         | + 47             |            |            |            |            |
|  | KWW Blok Senat 2001                     | 15         | +15              |            |            |            |            |
|  | Polskie Stronnictwo Ludowe              | 4          | + 1              |            |            |            |            |
|  | Samoobrona Rzeczpospolitej Polskiej     | 2          | + 2              |            |            |            |            |
|  | Liga Polskich Rodzin                    | 2          | +2               |            |            |            |            |
|  | komitety kandydatów niezależnych        | 2          | – 3              |            |            |            |            |
|  | Razem głosów oddanych                   | 13 590 426 | 13 590 426       | 13 590 426 | 13 590 426 | 13 590 426 | 13 590 426 |
|  | Frekwencja                              | 46,28%     | 46,28%           | 46,28%     | 46,28%     | 46,28%     | 46,28%     |

### Wyniki wyborów do sejmu z 2005[7]
|  | Komitet Wyborczy                      | Głosy      | Procent (zmiana) | Procent (zmiana) | Mandaty (zmiana) | Mandaty (zmiana) | % mandatów | Mandaty stan na koniec kadencji |
|  | ------------------------------------- | ---------- | ---------------- | ---------------- | ---------------- | ---------------- | ---------- | ------------------------------- |
|  | Prawo i Sprawiedliwość                | 3 185 714  | 26,99%           | +17,49%          | 155              | +111             | 33,7%      | 150                             |
|  | Platforma Obywatelska RP              | 2 849 259  | 24,14%           | +11,44%          | 133              | +68              | 28,9%      | 131                             |
|  | Samoobrona Rzeczpospolitej Polskiej   | 1 347 355  | 11,41%           | +1,31%           | 56               | +3               | 12,2%      | 41                              |
|  | Sojusz Lewicy Demokratycznej          | 1 335 257  | 11,31%           | -29,73%          | 55               | -162             | 12%        | 55                              |
|  | Liga Polskich Rodzin                  | 940 762    | 7,97%            | +0,10%           | 34               | -4               | 7,4%       | 29                              |
|  | Polskie Stronnictwo Ludowe            | 821 656    | 6,96%            | -1,86%           | 25               | -17              | 5,4%       | 27                              |
|  | Socjaldemokracja Polska               | 459 380    | 3,89%            | –                | –                | –                | –          | –                               |
|  | Partia Demokratyczna                  | 289 276    | 2,45%            | –                | –                | –                | –          | –                               |
|  | Platforma Janusza Korwin-Mikke        | 185 885    | 1,57%            | –                | –                | –                | –          | –                               |
|  | Ruch Patriotyczny                     | 124 038    | 1,05%            | –                | –                | –                | –          | –                               |
|  | Polska Partia Pracy                   | 91 266     | 0,77%            | –                | –                | –                | –          | –                               |
|  | Mniejszość Niemiecka                  | 34 469     | 0,29%            | -0,06%           | 2                | –                | 0,4%       | 2                               |
|  | Polska Partia Narodowa                | 34 127     | 0,29%            | –                | –                | –                | –          | –                               |
|  | Dom Ojczysty                          | 32 863     | 0,28%            | –                | –                | –                | –          | –                               |
|  | Partia Centrum                        | 21 893     | 0,19%            | –                | –                | –                | –          | –                               |
|  | Ogólnopolska Koalicja Obywatelska     | 16 251     | 0,14%            | –                | –                | –                | –          | –                               |
|  | Inicjatywa RP                         | 11 914     | 0,10%            | –                | –                | –                | –          | –                               |
|  | Polska Konfederacja – Godność i Praca | 8353       | 0,07%            | –                | –                | –                | –          | –                               |
|  | Narodowe Odrodzenie Polski            | 7376       | 0,06%            | –                | –                | –                | –          | –                               |
|  | Mniejszość Niemiecka Śląska           | 5581       | 0,05%            | –                | –                | –                | –          | –                               |
|  | Stronnictwo Pracy                     | 1019       | 0,01%            | –                | –                | –                | –          | –                               |
|  | Społeczni Ratownicy                   | 982        | 0,01%            | –                | –                | –                | –          | –                               |
|  | Ruch Ludowo-Narodowy                  | –          | –                | –                | –                | –                | –          | 7                               |
|  | Prawica Rzeczypospolitej              | –          | –                | –                | –                | –                | –          | 6                               |
|  | Bezpartyjni i niezrzeszeni            | –          | –                | –                | –                | –                | –          | 13                              |
|  | Razem                                 | 11 804 676 | 100,0%           | –                | 460              | –                | 100,0%     | –                               |
|  | Frekwencja                            | 40,57%     | 40,57%           | 40,57%           | 40,57%           | 40,57%           | 40,57%     | 40,57%                          |

### Wyniki wyborów do senatu z 2005
|  | Komitet Wyborczy                    | Mandaty (zmiana) | Mandaty (zmiana) | Mandaty stan na koniec kadencji |
|  | ----------------------------------- | ---------------- | ---------------- | ------------------------------- |
|  | Prawo i Sprawiedliwość              | 49               | –                | 50                              |
|  | Platforma Obywatelska RP            | 34               | –                | 33                              |
|  | Liga Polskich Rodzin                | 7                | +5               | 2                               |
|  | Samoobrona Rzeczpospolitej Polskiej | 3                | +1               | 2                               |
|  | Polskie Stronnictwo Ludowe          | 2                | -2               | 2                               |
|  | Sojusz Lewicy Demokratycznej        | –                | -75              | 1                               |
|  | Prawica Rzeczypospolitej            | –                | –                | 2                               |
|  | Niezależni                          | 5                | x                | 8                               |
|  | Razem                               | 100              | –                | –                               |
|  | Frekwencja                          | 40,19%           | 40,19%           | 40,19%                          |

### Wyniki wyborów do sejmu z 2007[10]
|  | Komitet Wyborczy                    | Głosy      | Punkty proc. (zmiana) | Punkty proc. (zmiana) | Mandaty (zmiana) | Mandaty (zmiana) | % mandatów |
|  | ----------------------------------- | ---------- | --------------------- | --------------------- | ---------------- | ---------------- | ---------- |
|  | Platforma Obywatelska RP            | 6 701 010  | 41,51%                | +17,37%               | 209              | +76              | 45,43%     |
|  | Prawo i Sprawiedliwość              | 5 183 477  | 32,11%                | +5,12%                | 166              | +11              | 36,09%     |
|  | Lewica i Demokraci                  | 2 122 981  | 13,15%                | +1,84% / -4,40        | 53               | -2               | 11,52%     |
|  | Polskie Stronnictwo Ludowe          | 1 437 638  | 8,91%                 | +1,95%                | 31               | +6               | 6,74%      |
|  | Samoobrona Rzeczpospolitej Polskiej | 247 335    | 1,53%                 | -9,86%                | –                | -56              | –          |
|  | Liga Polskich Rodzin                | 209 171    | 1,30%                 | -6,67%                | –                | -34              | –          |
|  | Polska Partia Pracy                 | 160 476    | 0,99%                 | +0,20%                | –                | –                | –          |
|  | Partia Kobiet                       | 45 121     | 0,28%                 | –                     | –                | –                | –          |
|  | Mniejszość Niemiecka                | 32 462     | 0,22%                 | -0,07%                | 1                | -1               | 0,2%       |
|  | Samoobrona Patriotyczna             | 2531       | 0,02%                 | –                     | –                | –                | –          |
|  | Pozostałe komitety                  | 191 672    | 1,17%                 | –                     | –                | –                | –          |
|  | Razem                               | 16 333 874 | 100,0%                | –                     | 460              | –                | 100,0%     |
|  | Frekwencja                          | 53,88%     | 53,88%                | 53,88%                | 53,88%           | 53,88%           | 53,88%     |

### Wyniki wyborów do senatu z 2007[11]
|  | Komitet Wyborczy         | Mandaty (zmiana) | Mandaty (zmiana) |
|  | ------------------------ | ---------------- | ---------------- |
|  | Platforma Obywatelska RP | 60               | +26              |
|  | Prawo i Sprawiedliwość   | 39               | -10              |
|  | Cimoszewicz do Senatu    | 1                | –                |
|  | Razem                    | 100              | –                |
|  | Frekwencja               | 53,88%           | 53,88%           |

### Wyniki wyborów do sejmu z 2011[12]
|  | Komitet wyborczy                              | Głosy      | % g.*      | Punkty proc. (zmiana) | Punkty proc. (zmiana) | Mandaty (zmiana) | Mandaty (zmiana) | % mandatów | Mandaty na koniec kadencji |
|  | --------------------------------------------- | ---------- | ---------- | --------------------- | --------------------- | ---------------- | ---------------- | ---------- | -------------------------- |
|  | Platforma Obywatelska RP                      | 5 629 773  | 18,30%     | 39,18%                | -2,33%                | 207              | -2               | 45,00%     | 196                        |
|  | Prawo i Sprawiedliwość                        | 4 295 016  | 13,96%     | 29,89%                | -2,22%                | 157              | -9               | 34,13%     | 134                        |
|  | Ruch Palikota                                 | 1 439 490  | 4,67%      | 10,02%                | –                     | 40               | +40              | 8,70%      | 11                         |
|  | Polskie Stronnictwo Ludowe                    | 1 201 628  | 3,90%      | 8,36%                 | -0,55%                | 28               | -3               | 6,09%      | 38                         |
|  | Sojusz Lewicy Demokratycznej                  | 1 184 303  | 3,84%      | 8,24%                 | -4,91%                | 27               | -26              | 5,87%      | 35                         |
|  | Polska Jest Najważniejsza                     | 315 393    | 1,02%      | 2,19%                 | –                     | –                | –                | –          | –                          |
|  | Nowa Prawica – Janusza Korwin-Mikke           | 151 837    | 0,49%      | 1,06%                 | –                     | –                | –                | –          | –                          |
|  | Polska Partia Pracy – Sierpień 80             | 79 147     | 0,25%      | 0,55%                 | -0,44%                | –                | –                | –          | –                          |
|  | Prawica                                       | 35 169     | 0,11%      | 0,24%                 | –                     | –                | –                | –          | –                          |
|  | Mniejszość Niemiecka                          | 28 014     | 0,09%      | 0,19%                 | -0,03%                | 1                | 0                | 0,22%      | 1                          |
|  | Nasz Dom Polska – Samoobrona Andrzeja Leppera | 9733       | 0,03%      | 0,07%                 | -1,46%                | –                | –                | –          |                            |
|  | Solidarna Polska Zbigniewa Ziobro             | –          | –          | –                     | –                     | –                | –                | –          | 11                         |
|  | Biało-Czerwoni                                | –          | –          | –                     | –                     | –                | –                | –          | 4                          |
|  | Polska Razem                                  | –          | –          | –                     | –                     | –                | –                | –          | 4                          |
|  | Niezależni                                    | –          | –          | –                     | –                     | –                | –                | –          | 24                         |
|  | Frekwencja                                    | Frekwencja | Frekwencja | Frekwencja            | Frekwencja            | Frekwencja       | Frekwencja       | 48,92%     |                            |

```
(*) Procent poparcia od 
uprawnionych
 do głosowania, tj. procent oddanych ważnych głosów na daną partię z wyborców uprawnionych do oddania głosu (w tych wyborach uprawnionych, zgodnie z danymi PKW 30 762 931 wyborców) .
```

### Wyniki wyborów do senatu z 2011[14][15][16]
|  | Komitet Wyborczy           | Mandaty (zmiana) | Mandaty (zmiana) |
|  | -------------------------- | ---------------- | ---------------- |
|  | Platforma Obywatelska RP   | 63               | +3               |
|  | Prawo i Sprawiedliwość     | 31               | -8               |
|  | Polskie Stronnictwo Ludowe | 2                | +2               |
|  | KWW Cimoszewicz do Senatu  | 1                | 0                |
|  | KWW Marka Borowskiego      | 1                | +1               |
|  | KWW Kazimierza Kutza       | 1                | +1               |
|  | KWW Rafała Dutkiewicza     | 1                | +1               |
|  | Razem                      | 100              | –                |
|  | Frekwencja                 | Frekwencja       | 48,92%           |

### Wyniki wyborów do sejmu z 2015
| Komitet wyborczy | Komitet wyborczy                             | Głosy      | Głosy  | Głosy | Mandaty | Mandaty | Mandaty |
| Komitet wyborczy | Komitet wyborczy                             | Liczba     | %      | +/−   | Liczba  | +/−     | %       |
| ---------------- | -------------------------------------------- | ---------- | ------ | ----- | ------- | ------- | ------- |
|                  | Prawo i Sprawiedliwość                       | 5 711 687  | 37,58  | 7,68  | 235     | 78      | 51,09   |
|                  | Platforma Obywatelska RP                     | 3 661 474  | 24,09  | 15,09 | 138     | 69      | 30,00   |
|                  | KWW Kukiz’15                                 | 1 339 094  | 8,81   | —     | 42      | —       | 9,13    |
|                  | Nowoczesna Ryszarda Petru                    | 1 155 370  | 7,60   | —     | 28      | —       | 6,09    |
|                  | Polskie Stronnictwo Ludowe                   | 779 875    | 5,13   | 3,23  | 16      | 12      | 3,48    |
|                  | KWW Mniejszość Niemiecka                     | 27 530     | 0,18   | 0,01  | 1       |         | 0,22    |
|                  |                                              |            |        |       |         |         |         |
|                  | KKW Zjednoczona Lewica SLD+TR+PPS+UP+Zieloni | 1 147 102  | 7,55   | 10,71 | —       | 67      | —       |
|                  | KORWiN                                       | 722 999    | 4,76   | —     | —       | —       | —       |
|                  | Partia Razem                                 | 550 349    | 3,62   | —     | —       | —       | —       |
|                  | KWW Zbigniewa Stonogi                        | 42 731     | 0,28   | —     | —       | —       | —       |
|                  | KWW Zjednoczeni dla Śląska                   | 18 668     | 0,12   | —     | —       | —       | —       |
|                  | KWW JOW Bezpartyjni                          | 15 656     | 0,10   | —     | —       | —       | —       |
|                  | KWW Grzegorza Brauna „Szczęść Boże!”         | 13 113     | 0,09   | —     | —       | —       | —       |
|                  | Kongres Nowej Prawicy                        | 4852       | 0,03   | 1,03  | —       | —       | —       |
|                  | Samoobrona                                   | 4266       | 0,03   | 0,04  | —       | —       | —       |
|                  | KWW Ruch Społeczny Rzeczypospolitej Polskiej | 3941       | 0,03   | —     | —       | —       | —       |
|                  | KWW Obywatele do Parlamentu                  | 1964       | 0,01   | —     | —       | —       | —       |
|                  |                                              |            |        |       |         |         |         |
| Ogółem           | Ogółem                                       | 15 200 671 | 100,00 | —     | 460     | —       | 100,00  |
| Głosy nieważne   | Głosy nieważne                               | 394 664    | 2,53   | 1,99  |         |         |         |
| Frekwencja       | Frekwencja                                   | 15 595 335 | 50,92  | 2,00  |         |         |         |

### Wyniki wyborów do senatu z 2015
| Komitet wyborczy                     | Komitet wyborczy                                       | Głosy      | Głosy  | Głosy | Mandaty | Mandaty |
| Komitet wyborczy                     | Komitet wyborczy                                       | Liczba     | %      | +/–   | Liczba  | +/–     |
| ------------------------------------ | ------------------------------------------------------ | ---------- | ------ | ----- | ------- | ------- |
|                                      | Prawo i Sprawiedliwość                                 | 5 993 433  | 39,99  | 13,04 | 61      | 30      |
|                                      | Platforma Obywatelska RP                               | 4 323 789  | 28,85  | 6,75  | 34      | 29      |
|                                      | Polskie Stronnictwo Ludowe                             | 1 109 675  | 7,40   | 1,98  | 1       | 1       |
|                                      | KWW Marka Borowskiego                                  | 124 064    | 0,83   | 0,11  | 1       |         |
|                                      | KWW Jarosław Obremski – niezależny Senator z Wrocławia | 89 699     | 0,60   | —     | 1       | —       |
|                                      | KWW Lidia Staroń – Zawsze po stronie ludzi             | 63 870     | 0,43   | —     | 1       | —       |
|                                      | KWW Grzegorza Biereckiego                              | 42 862     | 0,29   | —     | 1       | —       |
|                                      | KKW Zjednoczona Lewica SLD+TR+PPS+UP+Zieloni           | 595 206    | 3,97   | 5,03  | —       | —       |
|                                      | Nowoczesna Ryszarda Petru                              | 394 817    | 2,63   | —     | —       | —       |
|                                      | KWW Kukiz’15                                           | 207 156    | 1,38   | —     | —       | —       |
|                                      | KORWiN                                                 | 186 510    | 1,24   | —     | —       | —       |
|                                      | KWW JOW Bezpartyjni                                    | 113 669    | 0,76   | —     | —       | —       |
|                                      | KWW Obywatele do Parlamentu                            | 84 246     | 0,56   | —     | —       | —       |
|                                      | Kongres Nowej Prawicy                                  | 79 946     | 0,53   | 0,03  | —       | —       |
|                                      | KWW Mniejszość Niemiecka                               | 40 472     | 0,27   | 0,24  | —       | —       |
|                                      | Samoobrona                                             | 20 913     | 0,14   | 0,03  | —       | —       |
|                                      | KWW Ruch Społeczny Rzeczypospolitej Polskiej           | 14 316     | 0,10   | —     | —       | —       |
|                                      | KWW Zbigniewa Stonogi                                  | 10 167     | 0,07   | —     | —       | —       |
|                                      | KWW Grzegorza Brauna „Szczęść Boże!”                   | 7916       | 0,05   | —     | —       | —       |
| Pozostałe komitety wyborcze partii   | Pozostałe komitety wyborcze partii                     | 165 284    | 1,10   | —     | —       | —       |
| Pozostałe komitety wyborcze wyborców | Pozostałe komitety wyborcze wyborców                   | 1 320 076  | 8,81   | —     | —       | —       |
|                                      |                                                        |            |        |       |         |         |
| Ogółem                               | Ogółem                                                 | 14 988 086 | 100,00 | —     | 100     | —       |
| Głosy nieważne                       | Głosy nieważne                                         | 604 947    | 3,88   | 0,64  |         |         |
| Frekwencja                           | Frekwencja                                             | 15 593 033 | 50,91  | 1,99  |         |         |

### Wyniki wyborów do sejmu z 2019
| Komitet wyborczy | Komitet wyborczy                           | Głosy      | Głosy  | Głosy | Mandaty | Mandaty | Mandaty |
| Komitet wyborczy | Komitet wyborczy                           | Liczba     | %      | +/−   | Liczba  | +/−     | %       |
| ---------------- | ------------------------------------------ | ---------- | ------ | ----- | ------- | ------- | ------- |
|                  | Prawo i Sprawiedliwość                     | 8 051 935  | 43,59  | 6,01  | 235     |         | 51,09   |
|                  | KKW Koalicja Obywatelska PO .N iPL Zieloni | 5 060 355  | 27,40  | 4,29  | 134     | 32      | 29,13   |
|                  | Sojusz Lewicy Demokratycznej               | 2 319 946  | 12,56  | 5,01  | 49      | 49      | 10,65   |
|                  | Polskie Stronnictwo Ludowe                 | 1 578 523  | 8,55   | 3,42  | 30      | 14      | 6,52    |
|                  | Konfederacja Wolność i Niepodległość       | 1 256 953  | 6,81   | 2,05  | 11      | 6       | 2,39    |
|                  | KWW Mniejszość Niemiecka                   | 32 094     | 0,17   | 0,01  | 1       |         | 0,22    |
|                  |                                            |            |        |       |         |         |         |
|                  | KWW Koalicja Bezpartyjni i Samorządowcy    | 144 773    | 0,78   | 0,68  | —       | —       | —       |
|                  | Skuteczni Piotra Liroya-Marca              | 18 918     | 0,10   | —     | —       | —       | —       |
|                  | Akcja Zawiedzionych Emerytów i Rencistów   | 5448       | 0,03   | —     | —       | —       | —       |
|                  | Prawica                                    | 1765       | 0,01   | —     | —       | —       | —       |
|                  |                                            |            |        |       |         |         |         |
| Ogółem           | Ogółem                                     | 18 470 710 | 100,00 | —     | 460     | —       | 100,00  |
| Głosy nieważne   | Głosy nieważne                             | —          | —      | —     |         |         |         |
| Frekwencja       | Frekwencja                                 | 18 678 457 | 61,74  | 10,82 |         |         |         |

Podział mandatów i rozkład procentowy poparcia w wyniku wyborów z uwzględnieniem podziału na późniejszą większość rządzącą w kolejności: ugrupowanie rządowe, opozycja parlamentarna i pozaparlamentarna (komitety, które nie przekroczyły 1% poparcia w skali kraju, potraktowano zbiorczo):
|     |     |     |     |      |  |
| ↓   |     |     |     |      |  |
| 235 | 134 | 49  | 30  | 11   |  |
| PiS | KO  | SLD | PSL | KWiN |  |

### Wyniki wyborów do senatu z 2019
| Komitet wyborczy                     | Komitet wyborczy                           | Głosy      | Głosy  | Głosy | Mandaty | Mandaty | Mandaty |
| Komitet wyborczy                     | Komitet wyborczy                           | Liczba     | %      | +/−   | Liczba  | +/−     |         |
| ------------------------------------ | ------------------------------------------ | ---------- | ------ | ----- | ------- | ------- | ------- |
|                                      | Prawo i Sprawiedliwość                     | 8 110 193  | 44,56  | 4,57  | 48      | 13      |         |
|                                      | KKW Koalicja Obywatelska PO .N iPL Zieloni | 6 490 306  | 35,66  | 4,18  | 43      | 9       |         |
|                                      | Polskie Stronnictwo Ludowe                 | 1 041 909  | 5,72   | 1,68  | 3       | 2       |         |
|                                      | Sojusz Lewicy Demokratycznej               | 415 745    | 2,28   | 1,63  | 2       | 2       |         |
|                                      | KWW Lidia Staroń – Zawsze po stronie ludzi | 106 035    | 0,58   | 0,02  | 1       | —       |         |
|                                      | KWW Krzysztofa Kwiatkowskiego              | 79 348     | 0,44   | —     | 1       | —       |         |
|                                      | KWW Wadima Tyszkiewicza                    | 63 675     | 0,35   | —     | 1       | —       |         |
|                                      | KWW Demokracja Obywatelska                 | 44 956     | 0,25   | —     | 1       | —       |         |
|                                      | KWW Koalicja Bezpartyjni i Samorządowcy    | 331 385    | 1,82   | 1,06  | —       | —       |         |
|                                      | Konfederacja Wolność i Niepodległość       | 144 124    | 0,79   | 0,49  | —       | —       |         |
|                                      | KWW Mniejszość Niemiecka                   | 49 138     | 0,27   |       | —       | —       |         |
|                                      | Prawica                                    | 21 943     | 0,12   | —     | —       | —       |         |
| Pozostałe komitety wyborcze partii   | Pozostałe komitety wyborcze partii         | 224 443    | 1,23   | —     | —       | —       |         |
| Pozostałe komitety wyborcze wyborców | Pozostałe komitety wyborcze wyborców       | 1 078 148  | 5,92   | —     | —       | —       |         |
|                                      |                                            |            |        |       |         |         |         |
| Ogółem                               | Ogółem                                     | 18 201 348 | 100,00 | —     | 100     | —       |         |